# Liste der Kardinalskreierungen Clemens’ V.
Papst Clemens V. kreierte im Verlauf seines Pontifikates folgende Kardinäle:

## 15. Dezember 1305
- Pierre de la Chapelle Taillefert
- Béranger Frédol der Ältere
- Arnaud de Canteloup
- Pierre Arnaud de Puyanne OSB
- Thomas of Jorz OP
- Nicolas de Fréauville OP
- Étienne de Suisy
- Arnaud de Pellegrue
- Raymond de Goth
- Guillaume Arrufat des Forges

## 19. Dezember 1310
- Arnaud de Faugères
- Bertrand des Bordes
- Arnaud Nouvel O.Cist.
- Raymond Guilhem de Fargues
- Bernard de Garves

## 23. Dezember 1312
- Guillaume de Mandagout CRSA
- Arnaud d’Aux
- Jacques Duéze, ab 1316 Papst Johannes XXII. († 1334)
- Béranger Frédol der Jüngere
- Michel du Bec-Crespin
- Guillaume Teste
- Guillaume Pierre Godin OP
- Vital du Four OFM
- Raymond OSB